# Tuğba Palazoğlu
Tuğba Palazoğlu (4 de dezembro de 1980) é uma basquetebolista profissional turca.

## Carreira
Tuğba Palazoğlu integrou a Seleção Turca de Basquetebol Feminino, em Londres 2012.